# Fernando García Arancibia
Fernando García Arancibia (nacido en Santiago de Chile el 4 de julio de 1930) es un compositor, trombonista y musicólogo chileno, Premio Nacional de Artes Musicales de Chile en 2002.

## Biografía
Después de estudiar medicina por dos años (1948-1950), se dedicó de lleno a la música. Sus estudios de composición los realizó en forma particular con los creadores Juan Orrego-Salas (1950-1956), Carlos Botto (1956-1957), Juan Allende-Blin (1957-1958) y Gustavo Becerra-Schmidt (1957-1960).
En la primera parte de su carrera contribuyó al conocimiento de la historia de la música en Chile con monografías sobre creadores nacionales tales como Enrique Arancibia e Isidoro Vásquez Grille y posteriormente Domingo Brescia. Sus obras fueron reconocidas internacionalmente y su Historia de la música en Chile fue traducida al ruso en 1968. Además publicó artículos en numerosas revistas especializadas internacionales y nacionales.
En el Octavo Festival de Música Chilena de 1962, organizado por la Universidad de Chile, presentó la obra América Insurrecta, inspirada en los versos de Canto General de Pablo Neruda. Esta pieza dodecafónica es considerada una de las primeras creaciones de música de tradición escrita en Chile con contenido social. Entre los años sesenta y 1973 fue profesor y director del Departamento de Música de la Facultad de Ciencias y Artes Musicales de la Universidad de Chile y un relevante actor del Instituto de Extensión Musical, actual Centro de Extensión Artística y Cultural de la Chile.
Desde1959 hastala fecha es militante del Partido Comunista de Chile. Su obra y vida política se cruzó permanentemente con su militancia. Durante el gobierno de la Unidad Popular encabezado por Salvador Allende fue un importante gestor cultural y social. Por ejemplo, cargó sacos de harina con el cantante popular Víctor Jara durante los meses de desabastecimiento en 1973.
Después del golpe de Estado chileno, se refugió durante dos meses en la Embajada de Honduras, en Santiago. Este centro diplomático recibió a otros importantes actores culturales de Chile como el bailarín Patricio Bunster y el actor Nelson Villagra. Tras estar dos meses en la embajada, García se exilió en Perú (1973-1979), y luego en Cuba (1979-1989). En este último país fue invitado por Fidel Castro, para que García junto a su esposa Hilda Riveros contribuyan a la actividad académica, musical y cultural de Cuba. En tanto, en su estadía en Perú creó el Mapa de los instrumentos musicales de uso popular en el Perú (1978), la primera investigación exhaustiva de todos los instrumentos musicales en el país andino. 
En 1990 regresa a Chile. Ligado siempre a la Universidad de Chile, ha sido fundamental su contribución a la Revista Musical Chilena en su calidad de Subdirector a contar de 1993. Continúa realizando monografías de destacados compositores chilenos tales como Pablo Garrido, y Acario Cotapos. 
Como compositor destaca como uno de los más prolíficos de Chile con más de 500 obras, según ha declarado el mismo García. Las de su primera etapa están perdidas, mientras que las últimas, muchas de ellas compuestas durante la pandemia, las guarda en su casa. Sus obras han sido interpretadas en Chile como en el extranjero, en Argentina, Austria, Bélgica, Bolivia, Canadá, Cuba, la antigua Checoeslovaquia, Dinamarca, España, Estados Unidos, Francia, Guatemala, Hungría, Italia, Luxemburgo, México, Perú, Polonia, Puerto Rico, la antigua República Democrática Alemana, la República Federal Alemana, la antigua Unión Soviética, Uruguay y Venezuela. Además ha sido transmitida por radio en otros países de América y Europa.
Su obra destaca además por contribuir a la multiplicidad de propuestas creativas que se hicieron a partir de la década de 1950 en estilos como la música electroacústica y la música concreta, gracias a viajes que realizó a Francia en esos años. Con obras como Estáticas (O-25, 1961) contribuyó a la revitalización de la música para piano que se realizó en el período. Con obras tales como sus Variaciones (O-19, 1959), Sinfonía (O-24, 1960), Estáticas (O-28, 1963), Urania (O-33, 1965), Firmamento sumergido (O-39, 1968), contribuyó a las múltiples propuestas nuevas en géneros y medios no tradicionales de música sinfónica.
Por otra parte, obras como el Himno de la CUT (O-29,1963), Canto a Margarita Naranjo (Antofagasta, 1948) (O-30, 1964), Tres canciones para una bandera (O-31, 1965), La tierra combatiente (O-34, 1965), Sebastián Vásquez. (siglo XVI) (O-35, 1966), La arena traicionada. (11 de marzo de 1966) (O-37, 1967), Romerías (O-38, 1968), Firmamento sumergido (O-39, 1968), Los héroes caídos hablan. (7 de noviembre de 1917-1967) (O-40, 1968), ¡Cómo nacen las banderas! (1922-1972) (O-44,1972), reflejan el compromiso e impacto de las ideologías renovadoras de la sociedad chilena durante los gobiernos reformistas de Eduardo Frei Montalva y Salvador Allende Gossens.
Su estilo está influenciado por los procedimientos serialismo, la música aleatoria, la música concreta y el dodecafonismo, siendo pionero en muchas de las vanguardias realizadas en Chile.

## Obras
- Quimera, obra de teatro basada en Federico García Lorca, 1965
- Urania, ballet, 1969
- Tres Trozos para orquesta de cámara, 1956
- Variaciones para orquesta, 1959
- Sinfonía, 1960,
- América insurrecta, para el altavoz, coro y orquesta, texto de Pablo Neruda, 1962
- Estáticas, 1963
- La arena traicionada (11 de marzo de 1966), 1967
- Firmamento sumergido, 1968
- Las Raíces de la ira (En recuerdo de Víctor Jara), 1976
- Temblor de cielo, 1979
- Puntos de Encuentro cardinales para cuerdas, 1984
- Crónicas americanas, 1992
- Se Unen la tierra y el hombre, para cinta y orquesta, 1992
- Zonas eriales, para clarinete y orquesta de cámara, 1995
- Misterios, 1998
- Rincones Sordos, 2001
- Nacerá la aurora (Homenaje a Charles Ives), 2001
- Dura elegía (En recuerdo de Jorge Peña Hen), 2002
- Luces y sombras, 2003
- Obertura concertante, 2005
- Homenaje a Celso Garrido Lecca, para orquesta, 2005
- Implicaciones sonoras, para orquesta, 2005
- Imágenes Siderales, 2006
- Signos de otoño, para orquesta de cuerdas, 2011
- Tinieblas y Destellos, para cuarteto de cuerda, 2012
- De Norte a Sur, para batería y orquesta, 2013
- Detenidos Desaparecidos, para orquesta, 2014
- Sinergia, para orquesta, 2015